# Plynteria patricialis
Plynteria patricialis är en fjärilsart som beskrevs av Achille Guenée 1854. Plynteria patricialis ingår i släktet Plynteria och familjen nattflyn. Inga underarter finns listade i Catalogue of Life.